# Калдаро сула Страда дел Вино
Калдаро сула Страда дел Вино (итал. Caldaro sulla Strada del Vino) је насеље у Италији у округу Болцано, региону Трентино-Јужни Тирол.
Према процени из 2011. у насељу је живело 6183 становника. Насеље се налази на надморској висини од 429 м.

## Становништво
| 1931. | 1936. | 1951. | 1961. | 1971. | 1981. | 1991. | 2001. | 2011. |
| ----- | ----- | ----- | ----- | ----- | ----- | ----- | ----- | ----- |
| 5.188 | 4.957 | 5.028 | 5.108 | 5.416 | 5.727 | 6.337 | 6.852 | 7.660 |